# Calymmatium
Calymmatium é um género botânico pertencente à família Brassicaceae.